# Sonate pour piano no 2 de Sessions
 (décembre 2023).
Si vous disposez d'ouvrages ou d'articles de référence ou si vous connaissez des sites web de qualité traitant du thème abordé ici, merci de compléter l'article en donnant les références utiles à sa vérifiabilité et en les liant à la section « Notes et références ».
Pour les articles homonymes, voir Sonate pour piano (homonymie).
La Sonate pour piano no 2 de Roger Sessions a été composée en 1946.

## Structure
La sonate se compose de trois mouvements :
- Allegro con fuoco
- Lento
- Misurato e pesante

## Analyse
Le motif d'ouverture du premier mouvement, une quarte ascendante suivie d'une seconde mineure et d'une seconde majeure, est en relation avec le thème principal du Lento composé d'une alternance de seconde majeure, seconde mineure.
Les deux premiers mouvements sont en forme tripartites tandis que le troisième a été comparé par Richard Dyer à une toccata.
Sessions a travaillé sur la sonate en même temps que sa deuxième symphonie, terminée la même année, et que son opéra Montezuma, mais celui-ci n'a pas atteint sa forme définitive que beaucoup plus tard.
La sonate est l'une des œuvres relativement souvent enregistrées de Roger Sessions.

## Enregistrements
- Noël Lee, piano (années 1960) Valois LP "MB 755", "La Musique Américaine de piano au XXe siècle : Volume 2", couplé avec des œuvres d'Aaron Copland et d'Elliott Carter.
- Beveridge Webster, piano chez Dover Publications LP "HCR-5265", "Modern American Piano Music", couplé avec des œuvres d'Aaron Copland et d'Elliott Carter.
- Alan Marks, piano chez Composers Recordings S-385 LP (1978).
- Rebecca La Brecque, piano ca. 1981 Opus One LP, Opus One 56, "The Three Piano Sonatas".
- Randall Hodgkinson, piano chez New World Records LP "Fantasies and Impromptus", 1984. couplé avec Fantasies and Impromptus de Donald Martino. Rééditée en CD avec la Sonate pour piano nº 3 de Sessions jouée par Robert Helps.
- Barry David Salwen, piano chez Koch International Classics CD 3-7106-2H1, The Complete Piano Music of Roger Sessions (absent a few brief piano works from the 1930s), released 1992.
- Peter Lawson, piano chez Virgin Classics 1993 CD 61928. couplé avec des œuvres de Charles Tomlinson Griffes et Ives.
- William Cerny, piano chez Wilmarc Records, 1998 CD. couplé avec la Sonate, 1967 de Peter Mennin.
- Robert Helps, piano (1998) CRI CD 800.